# London Borough of Merton

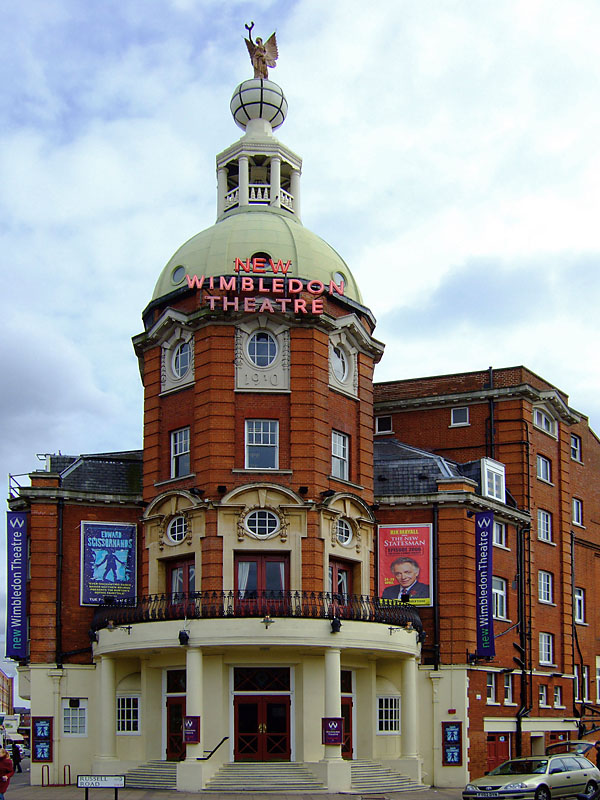
New Wimbledon Theatre

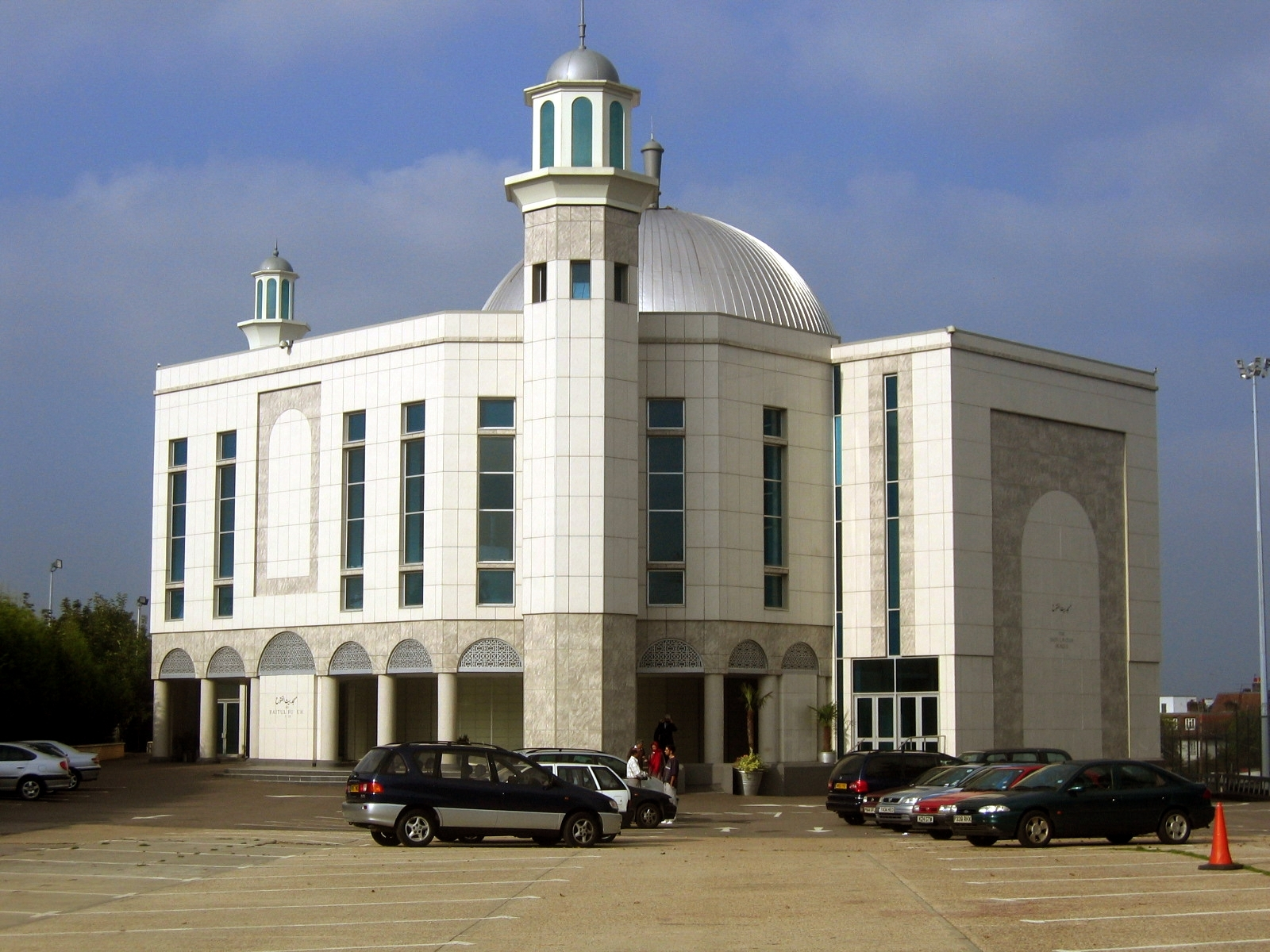
Baitul Futuh

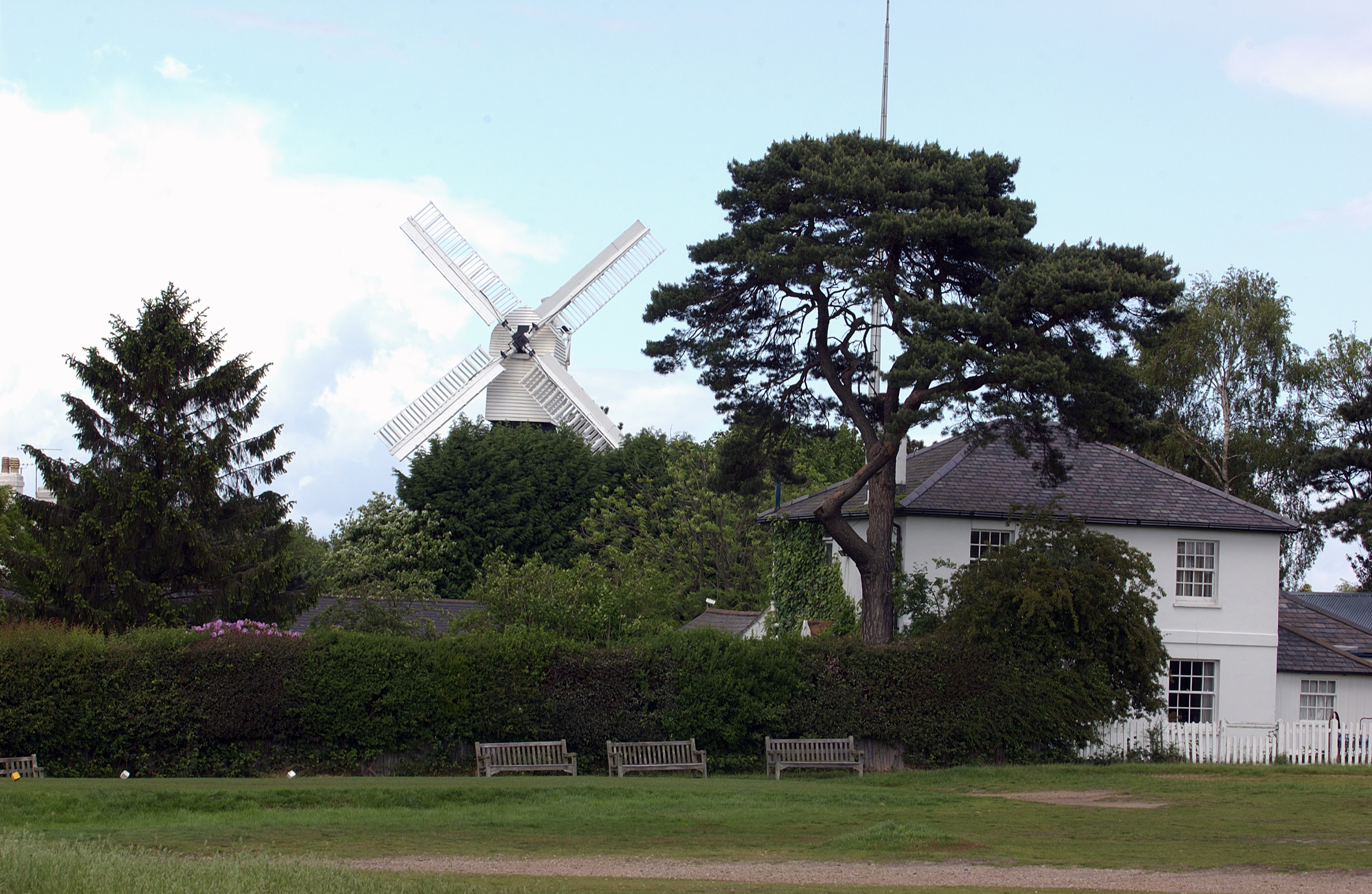
Wimbledon Windmill Museum

London Borough of Merton – jedna z 32 gmin Wielkiego Londynu położona w jego południowej części. Wraz z 19 innymi gminami wchodzi w skład tzw. Londynu Zewnętrznego. Władzę stanowi Rada Gminy Merton (ang. Merton Council). Na terenie gminy rozgrywany jest najstarszy i najbardziej prestiżowy turniej tenisowy na świecie Championships, Wimbledon.

## Historia
Gminę utworzono w 1965 roku na podstawie ustawy London Government Act 1963 z obszarów Mitcham (ang. Municipal Borough of Mitcham) utworzonego w 1934 roku, Wimbledon (ang. Municipal Borough of Wimbledon) utworzonego w 1905 roku oraz Merton and Morden (ang. Merton and Morden Urban District) utworzonego w 1907 roku.

## Geografia
Gmina Merton ma powierzchnię 37,61 km², graniczy od północy z Wandsworth, od północnego wschodu z Lambeth, od zachodu z Kingston upon Thames, od południa z Sutton, zaś od wschodu z Croydon.
W skład gminy Merton wchodzą następujące obszary:
| - Bushey Mead - Colliers Wood - Copse Hill - Cottenham Park - Lower Morden - Merton Park - Mitcham - Morden - Morden Park | - Motspur Park (także w Kingston upon Thames) - Pollards Hill (także w Croydon) - Raynes Park - St. Helier (także w Sutton) - South Wimbledon - Summerstown - West Barnes - Wimbledon - Wimbledon Park |

Gmina dzieli się na 20 okręgów wyborczych które nie pokrywają się dokładnie z podziałem na obszary, zaś mieszczą się w dwóch rejonach tzw. borough constituencies – Mitcham and Morden i Wimbledon.
| - Abbey (Wimbledon) - Cannon Hill (Wimbledon) - Colliers Wood (Mitcham and Morden) - Cricket Green (Mitcham and Morden) - Dundonald (Wimbledon) - Figges Marsh (Mitcham and Morden) - Graveney (Mitcham and Morden) - Hillside (Wimbledon) - Lavender Fields (Mitcham and Morden) - Longthornton (Mitcham and Morden) | - Lower Morden (Mitcham and Morden) - Merton Park (Wimbledon) - Pollards Hill (Mitcham and Morden) - Ravensbury (Mitcham and Morden) - Raynes Park (Wimbledon) - St Helier (Mitcham and Morden) - Trinity (Wimbledon) - Village (Wimbledon) - West Barnes (Wimbledon) - Wimbledon Park (Wimbledon) |

## Demografia
W 2011 roku gmina Merton miała 199 693 mieszkańców.
Podział mieszkańców według grup etnicznych na podstawie spisu powszechnego z 2011 roku:
| - Biali Brytyjczycy: 96 658 (48,4%) - Biali Irlandczycy: 4417 (2,2%) - Podróżnicy irlandzcy: 216 (0,1%) - Pozostali biali: 28 315 (14,2%) - Mieszani Karaibowie: 2579 (1,3%) - Mieszani Afrykanie: 1279 (0,6%) - Mieszani Azjaci: 2829 (1,4%) - Pozostali mieszani: 2647 (1,3%) - Hindusi: 8106 (4,1%) | - Pakistańczycy: 7337 (3,7%) - Banglijczycy: 2216 (1,1%) - Chińczycy: 2618 (1,3%) - Pozostali Azjaci: 15 866 (7,9%) - Czarni Afrykanie: 10 442 (5,2%) - Czarni Karaibowie: 8126 (4,1%) - Pozostali czarni: 2243 (1,1%) - Arabowie: 1413 (0,7%) - Pozostałe grupy etniczne: 2386 (1,2%) |

Podział mieszkańców według wyznania na podstawie spisu powszechnego z 2011 roku:
- Chrześcijaństwo –  56,1%
- Islam – 8,1%
- Hinduizm – 6,1%
- Judaizm – 0,4%
- Buddyzm – 0,9%
- Sikhizm – 0,2%
- Pozostałe religie – 0,4%
- Bez religii – 20,6%
- Nie podana religia – 7,0%

Podział mieszkańców według miejsca urodzenia na podstawie spisu powszechnego z 2011 roku:
| - Wielka Brytania (124 290 – 62,24%) - Polska (6 895 – 3,45%) - Sri Lanka (6 327 – 3,17%) - Południowa Afryka (5 660 – 2,83%) - Indie (4 293 – 2,15%) - Pakistan (4 017 – 2,01%) - Irlandia (3 078 – 1,54%) - Ghana (2 743 – 1,37%) - Jamajka (2 296 – 1,15%) - Niemcy (1 780 – 0,89%) - Australia (1 430 – 0,72%) - Nigeria (1 389 – 0,70%) - Francja (1 305 – 0,65%) - Włochy (1 287 – 0,64%) | - Zimbabwe (1 176 – 0,59%) - Stany Zjednoczone (1 145 – 0,57%) - Bangladesz (1 128 – 0,56%) - Filipiny (1 124 – 0,56%) - Kenia (1 019 – 0,51%) - Portugalia (948 – 0,47%) - Chiny (749 – 0,38%) - Hiszpania (704 – 0,35%) - Litwa (663 – 0,33%) - Rumunia (653 – 0,33%) - Iran (621 – 0,31%) - Somalia (486 – 0,24%) - Turcja (469 – 0,23%) - pozostali (22 018 – 11,03%) |

## Transport

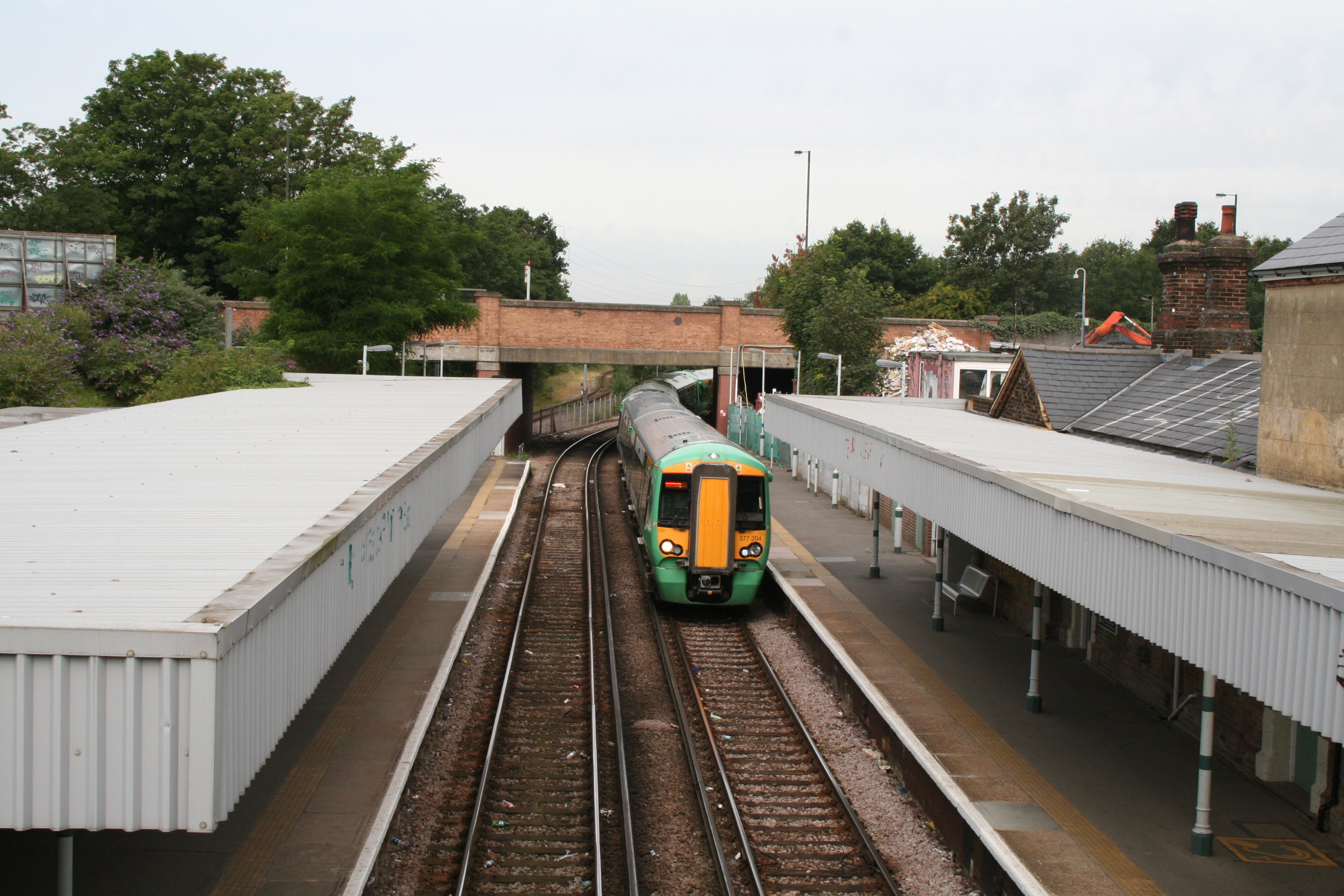
stacja Micham Junction

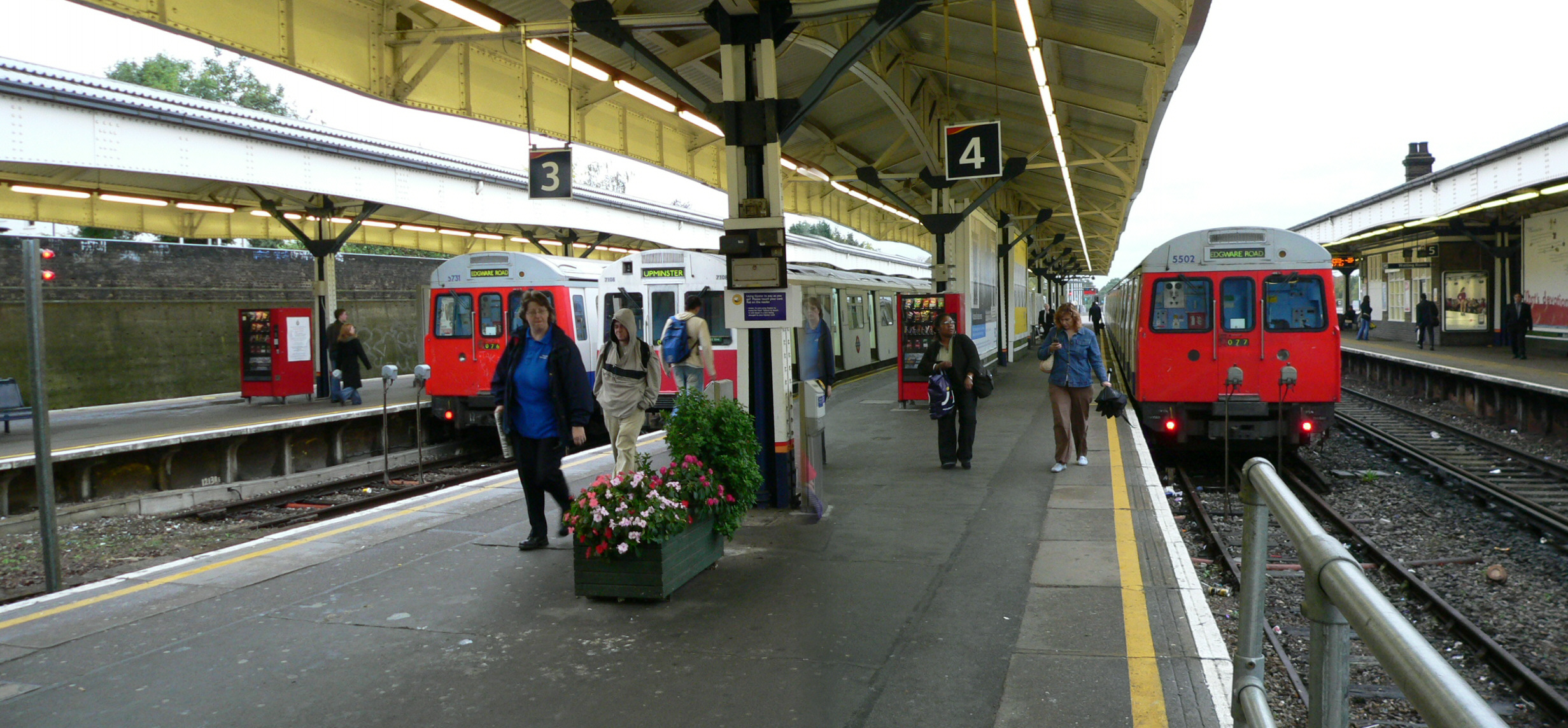
stacja Wimbledon

Przez Merton przebiegają dwie linie metra: District Line i Northern Line.
Stacje metra:
- Colliers Wood – Northern Line
- Morden – Northern Line
- South Wimbledon – Northern Line
- Wimbledon – District Line
- Wimbledon Park – District Line

Pasażerskie połączenia kolejowe na terenie Merton obsługują przewoźnicy: First Capital Connect, South West Trains i Southern.
Stacje kolejowe:
- Haydons Road
- Mitcham Eastfields
- Mitcham Junction
- Morden South
- Motspur Park
- Raynes Park
- South Merton
- St Helier
- Tooting (na granicy z Wandsworth)
- Wimbledon
- Wimbledon Chase

Na terenie gminy Merton działa system komunikacji tramwajowej Tramlink.
Przystanki tramwajowe:
- Beddington Lane (na granicy z Sutton)
- Belgrave Walk
- Dundonald Road
- Merton Park
- Mitcham
- Mitcham Junction
- Morden Road
- Phipps Bridge
- Wimbledon

## Miejsca i muzea

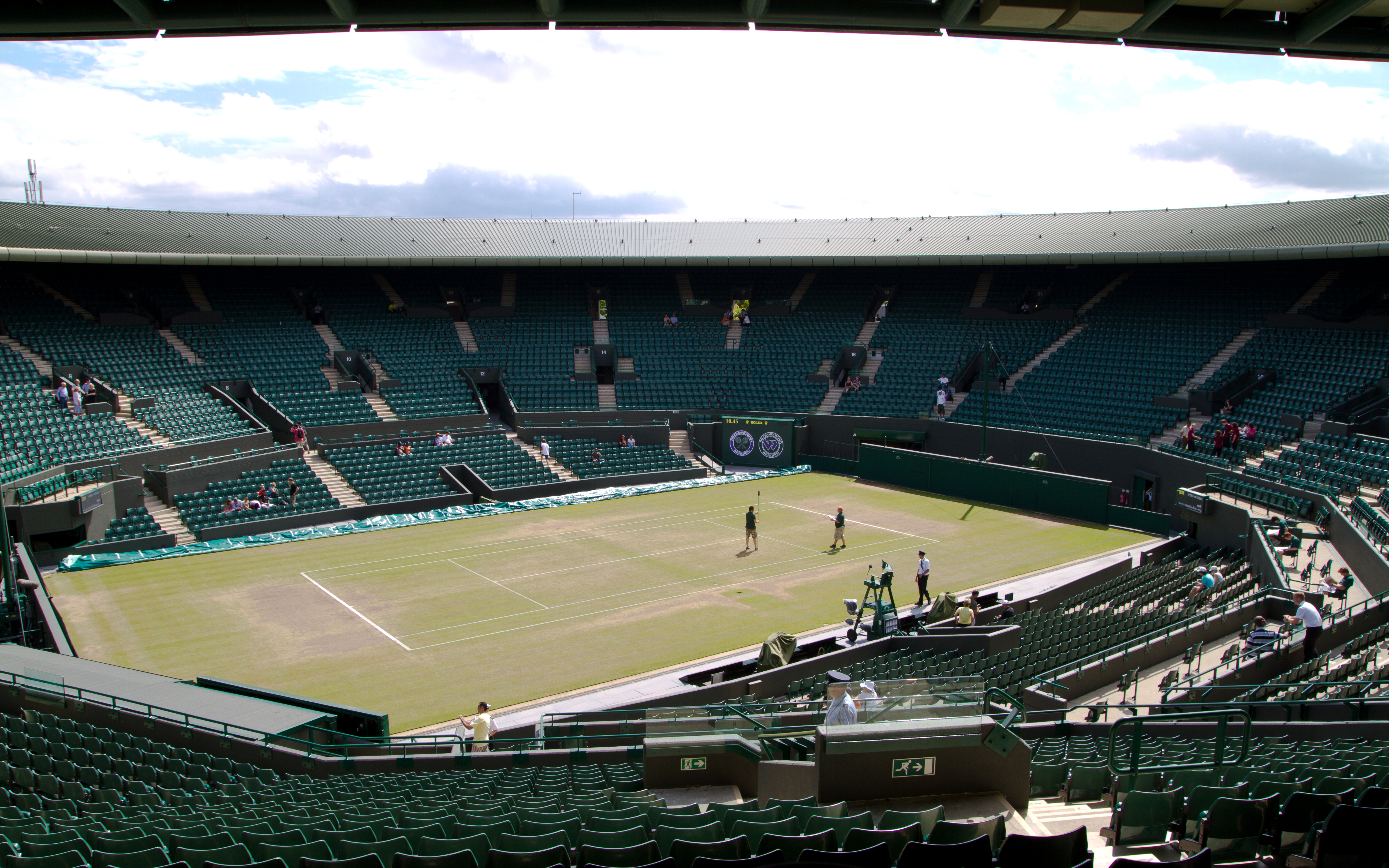
All England Lawn Tennis and Croquet Club (Kort nr 1)

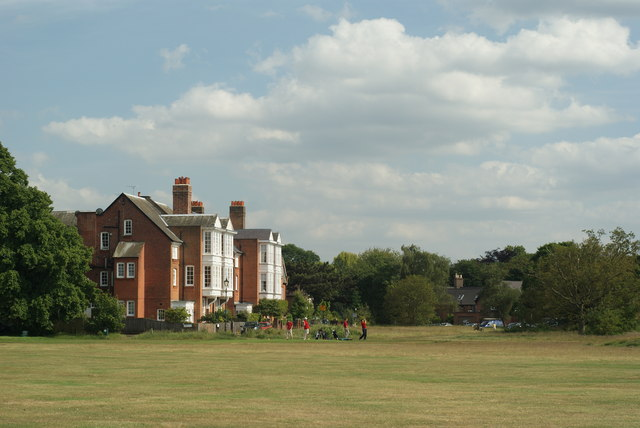
Wimbledon Common Golf Course

- All England Lawn Tennis and Croquet Club (organizator turnieju wielkoszlemowego Championships, Wimbledon)
- Wimbledon Lawn Tennis Museum[12]
- Wimbledon Greyhound Stadium[13]
- New Wimbledon Theatre[14]
- Museum of Wimbledon[15]
- Wimbledon Windmill Museum[16]
- Wandle Industrial Museum[17]
- Merton Abbey Mills[18]
- Baitul Futuh
- świątynia buddyjska Buddhapadipa[19]
- Cannizaro Park/Cannizaro House[20]
- Wimbledon Fine Art[21]
- Polka Theatre[22]
- Royal Wimbledon  Golf Club[23]
- London Scottish Golf Club[24]
- Wimbledon Common Golf Club[25]
- Wimbledon Park Golf Club[26]
- Mitcham Golf Club[27]

## Edukacja

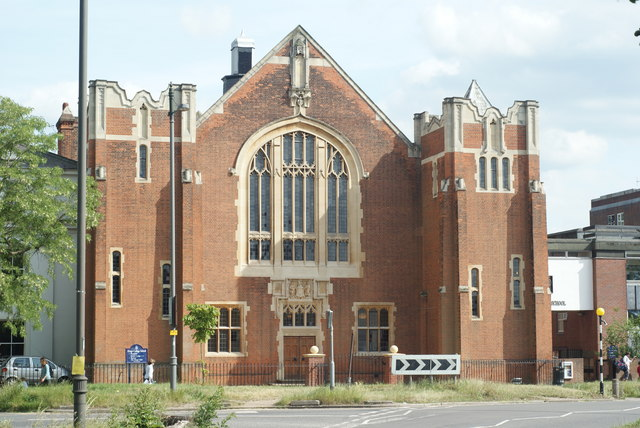
King's College School

- Wimbledon College of Art – uczelnia składowa University of the Arts London[28]
- South Thames College (Merton Campus)[29]
- Bishopsford Arts College[30]
- Harris Academy Merton[31]
- Raynes Park High School[32]
- Ricards Lodge High School[33]
- Rutlish School[34]
- St Mark's Church of England Academy[35]
- Ursuline High School[36]
- Wimbledon College[37]
- Wimbledon High School[38]
- King's College School[39]

## Letnie Igrzyska Olimpijskie 2012
W ramach Letnich Igrzysk Olimpijskich 2012 na terenie gminy Merton odbyły się zawody w następującym miejscu:
- korty tenisowe All England Lawn Tennis and Croquet Club/Wimbledon (tenis ziemny)

## Znane osoby
W Merton urodzili się m.in.
- Reginald Doherty – tenisista
- Lawrence Doherty – tenisista
- Oliver Reed – aktor
- John William Godward – malarz
- Jamie T – muzyk
- Alex Stepney – bramkarz
- Slick Rick – raper
- Mike Fillery – piłkarz
- Richard Briers – aktor
- Robert Graves – poeta, prozaik i badacz mitologii
- Alan Pardew – trener i były piłkarz
- John Mosely Turner – Brytyjczyk, znany z długowieczności
- David Gray – snookerzysta